# Abílio Osório Soares
Abílio José Osório Soares (Laclubar, Manatuto, Timor Português, 2 de junho de 1947 - Cupão, Timor Oeste, 17 de junho de 2007) foi o último governador timorense nomeado pela Indonésia (18 de setembro de 1992 - outubro de 1999).
Abílio José Osório Soares foi o quarto Governador de Timor pelas autoridades de Jacarta, em 1992. Em 1997 foi reconduzido no cargo para um segundo mandato, que não chegaria a terminar devido ao resultado do referendo pela independência de Timor, em 30 de agosto de 1999.

## Carreira política
Abílio Soares iniciou a sua carreira política depois do golpe de estado em Portugal, que derrubou o Estado Novo em 1974.
O seu primeiro partido foi o Apodeti (Associação Popular Democratica Timorense), um partido pró-indonésio de que o seu irmão mais velho, José Fernando, era secretário-geral. Este seu irmão viria a ser morto pela Fretilin em 1975, antes de a Indonésia tomar conta do país.
Abílio Osório Soares viria a ocupar vários cargos públicos, logo desde o início da ocupação, de que se destacam:
- Serviços Centrais de Obras Públicas indonésios em Dili;
- Presidente da Câmara Municipal de Dili;
- Administrador Distrital de Manatuto;
- Governador de Timor entre 1992 e 1999.

Depois do referendo de 1999 que conduziu Timor-Leste à independência em 2002, Soares foi considerado responsável ou co-responsável por muitos dos massacres perpetrados em Timor, tendo sido condenado a três anos de prisão, que nunca viria a cumprir. Terá o seu nome associado para sempre ao Massacre de Santa Cruz, que projectou a causa timorense a nível internacional, a partir do dia 12 de novembro de 1991.

## Doença e morte
Abílio José Osório Soares foi vítima de um cancro, tendo morrido no dia 17 de junho de 2007 num hospital de Cupão, no lado indonésio da ilha de Timor. Tinha 60 anos de idade.